# Richard Smalley
Richard Errett Smalley (6. června 1943 Akron, Ohio, USA – 28. října 2005, Houston, Texas) byl americký chemik a fyzik, profesor chemie, fyziky a astronomie na Ricově univerzitě. V roce 1996 obdržel společně s Robertem F. Curlem a sirem Haroldem Krotem Nobelovu cenu za chemii za objev nové formy molekul uhlíku fullerenů.

## Život
Narodil se 6. června 1943 v ohijském Akronu. V letech 1961 až 1963 studoval Hope College v Hollandu v americkém státě Michigan. Titul bakaláře přírodních věd získal na Michiganské univerzitě v roce 1965. Ve studiích pokračoval na Princetonské univerzitě, kde v roce 1971 dokončil magisterská a o dva roky později i doktorská studia. Po doktorátu se věnoval výzkumu na poli laserové spektroskopie nadzvukového proudění.
Později se zaměřil na nanotechnologii a přenesl svou práci do společnosti Carbon Nanotechnologies Inc. Je často citovaným kritikem myšlenky molekulárního assembleru, tedy nanotechnologické „továrny“ na nanosoučástky či celé nanostroje. Svou kritikou se často dostával do křížku s Ericem Drexlerem.
Zemřel ve věku 62 let po šestiletém boji s rakovinou.